# 額田豊
額田 豊（ぬかだ ゆたか、1877年（明治12年）3月23日 - 1972年（昭和47年）7月29日）は、日本の医師・医学者（内科学）・教育者。東邦大学共同創立者。日本大学医学部医学科初代医学科長。日本大学名誉教授。

## 生涯
1878年（明治11年）、岡山県邑久郡に医師の長男として生まれた。上京して獨逸学協会学校中等部、旧制一高に通い、東京帝国大学医学科に入学した。大学在学中はボート部で活躍し、大学を休みがちであったがドイツ語の原書を読んで補った。
大学卒業後の1907年（明治40年）にドイツへ3年間私費留学する。留学中にドイツ女性に感銘を受け、女性を対象とした教育を使命と考える。
帰国後に医学博士号を修得する。麻布に額田病院、鎌倉に結核療養所の額田保養院（現在の額田記念病院）をそれぞれ開設した。保養院は鎌倉の環境が気候などの面から療養所に向いており、機械設備も整っていたことから治療成績は良かった。
1915年（大正4年）に、美食を避ければ1日10銭で十分な栄養が摂れるとする「10銭生活」を提唱。
1925年（大正14年）に、弟の額田晉と共に大森町に帝国女子医学専門学校を創立した。理事長を務めて経営を担当し、教鞭を執ることはなかった。
1925年（大正14年）に、日本大学医学部医学科の初代医学科長に就く。
1940年（昭和15年）に、北鎌倉高等女学校を創立する。
1946年（昭和21年）母校である獨協学園の理事長に就任し、のちに東邦大学初代学長を務める。
1972年（昭和47年）7月29日に94歳で他界する。墓所は鎌倉霊園。

## 家族
- 父・額田篤太 ‐ 医師
- 次弟・額田晋 ‐ 医師
- 三弟・額田坦 ‐ 陸軍中将。岳父に石坂善次郎、相婿に松村知勝

## 略歴
- 1878年3月23日 - 岡山に誕生
- 1901年 - 東京帝国大学医科大学卒業
- 1907年～1910年 - ドイツ留学
- 1913年 - 医学博士取得、額田病院創設
- 1920年 - 額田保養院創設
- 1925年 - 帝国女子医学専門学校理事長
- 1925年 - 日本大学医学科科長
- 1946年 - 獨協学園理事長
- 1950年 - 東邦大学学長
- 1951年 - 東邦大学理事長
- 1957年 - 東邦大学顧問
- 1972年7月29日 - 死去

## 著作
- 『醫化學講義』金原商店、1910年
- 『食品並ニ嗜好品化學的成分』金原商店、1911年
- 『腎臓炎と其養生法』内科学雑誌社、1912年
- 『通俗衛生講話』逓信省、1914年
- 『安價生活法』政教社、1915年
- 『絶對安價生活法 : 健康と節約の十三錢生活』春陽堂書店、1939年
- 『通俗肺結核治療養生法』新橋堂、1919年
- 『近世醫化學』（上・中・下巻）金原商店、1925年
- 『新醫化學』金原商店、1931年
- 『栄養料理の献立に就て』逓信協会、1926年
- 『糖尿病ト其養生法』内科學雑誌社、1912年
- 『胃膓病とその養生法』康元社、1934年
- 『結核と其予防及び治療法：健民健兵の心構へ』朝陽社、1944年
- 『額田家家記』額田豊発行、1961年

### 額田豊 ・晋共著
- 『近世内科臨床診断學』金原出版、1912年 ※第17版以降は額田晉単独著『診断學』
- 『簡明内科學』（上下巻）金原商店、1926年